# Sound (muziek)
Sound (Engels voor "geluid"), ook wel bij de letterlijke Nederlandse vertaling geluid genoemd, is in de popmuziek de gebruikelijke benaming voor het veelal ten dele intuïtief bepaalde geheel van muziekelementen die men typisch acht voor een bepaalde stijl, periode, plaats o.i.d. en waaraan de al dan niet geschoolde luisteraar deze zou kunnen herkennen.
Daar het in de popmuziek ongebruikelijk is om muziek te analyseren volgens de klassieke muziektheorie, met een partituur bij de hand, maar des te gebruikelijker om de stukken ettelijke keren te beluisteren, gaat men af op wat men hoort en herkent. Dit zijn gewoonlijk geen typische harmonieën, maar vaak de zangstem van de vocalist, het samenspel van de band, de klanken die de toetsenist uit zijn synthesizer haalt of de toegevoegde – ongebruikelijke – instrumenten. Op basis van de melodie en de begeleiding kan men vaak de stilistische herkomst bepalen. Geoefende luisteraars kunnen ook details over de productie achterhalen.
De omschrijving van het begrip sound is enigszins zwevend. Vaak wordt het opgerekt ("de rocksound") of beperkt ("de sound van de synthesizer in dit nummer").